# Pelidnota bivittata
Pelidnota bivittata är en skalbaggsart som beskrevs av Nils Samuel Swederus 1787. Pelidnota bivittata ingår i släktet Pelidnota och familjen Rutelidae. Inga underarter finns listade i Catalogue of Life.